# Fernando de Alencastre Noroña y Silva

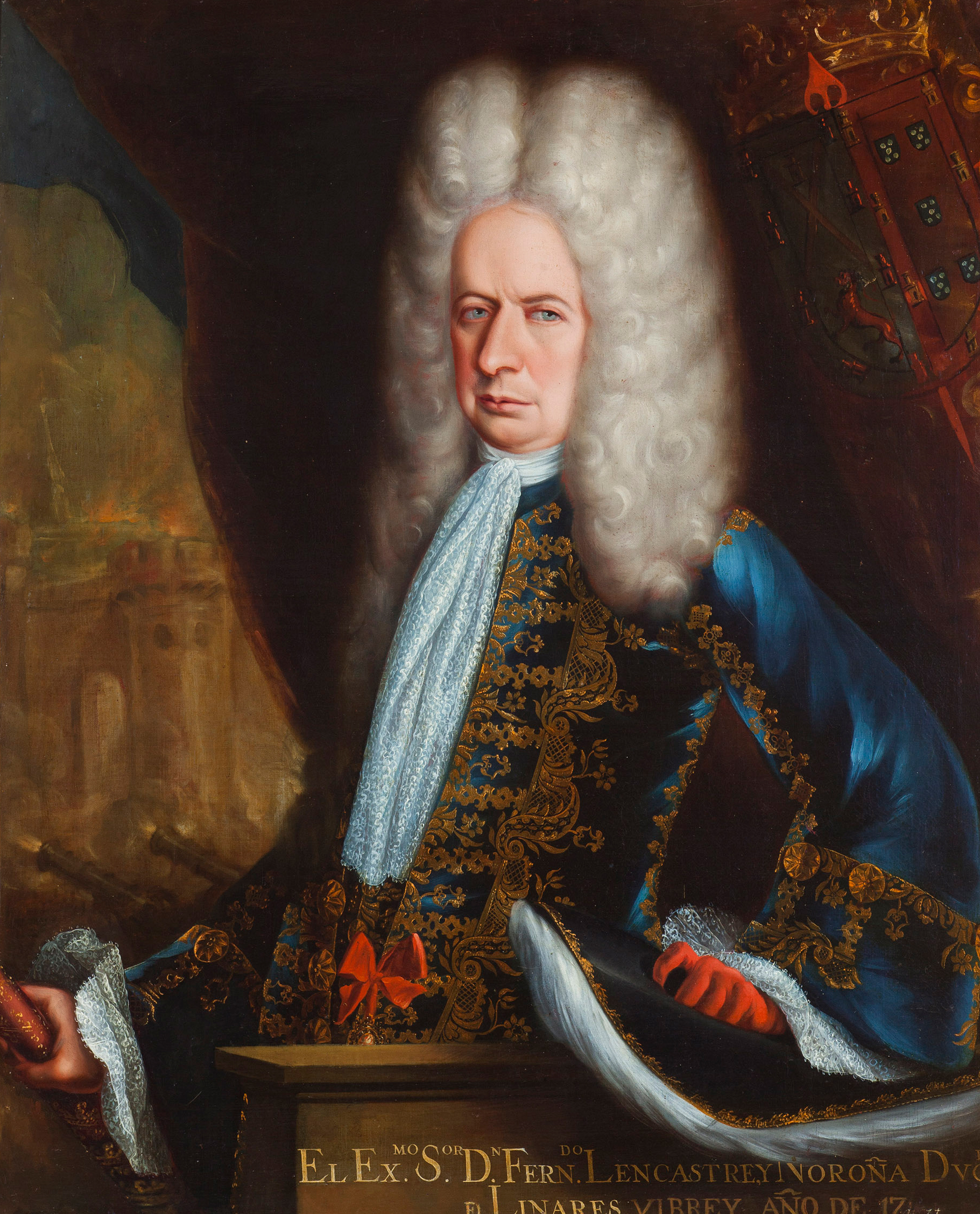
Fernando de Alencastre Noroña y Silva, Herzog von Linares

Fernando de Alencastre Noroña y Silva, 1. Herzog (spanisch: duque) von Linares, Markgraf (spanisch: marqués) von Valdefuentes, spanischer Grande (* 15. April 1662 in Madrid; † 3. Juni 1717 in Mexiko-Stadt, heute Mexiko) war ein spanischer Offizier und Kolonialverwalter, der als Vizekönig von Neuspanien amtierte.

## Leben

### Herkunft und Familie
Fernando de Alencastre entstammte einer Familie des spanischen Hochadels. Sein Vater war der zweite Herzog von Abrantes. Der Name Alencastre ist eine portugiesische Version des englischen Lancaster; die ersten Vorfahren ließen sich zu Zeiten des englischen Königs Eduard III. in Portugal nieder.

### Karriere am spanischen Hof
Fernando de Alencastre zählte zu den Vertrauten des spanischen Königs Philipp V., er amtierte als dessen Kammerherr und hatte hohe Ämter im spanisch verwalteten Sardinien inne. Alencastre war Generalleutnant des Heeres und Offizier im Orden von Santiago. Philipp V. erhob ihn zum Herzog von Linares. 1685 heiratete Alencastre Noroña y Silva seine Cousine Leonor de Silva, die ihm zwei Söhne gebar, die allerdings früh starben.

### Amtszeit als Vizekönig von Neuspanien

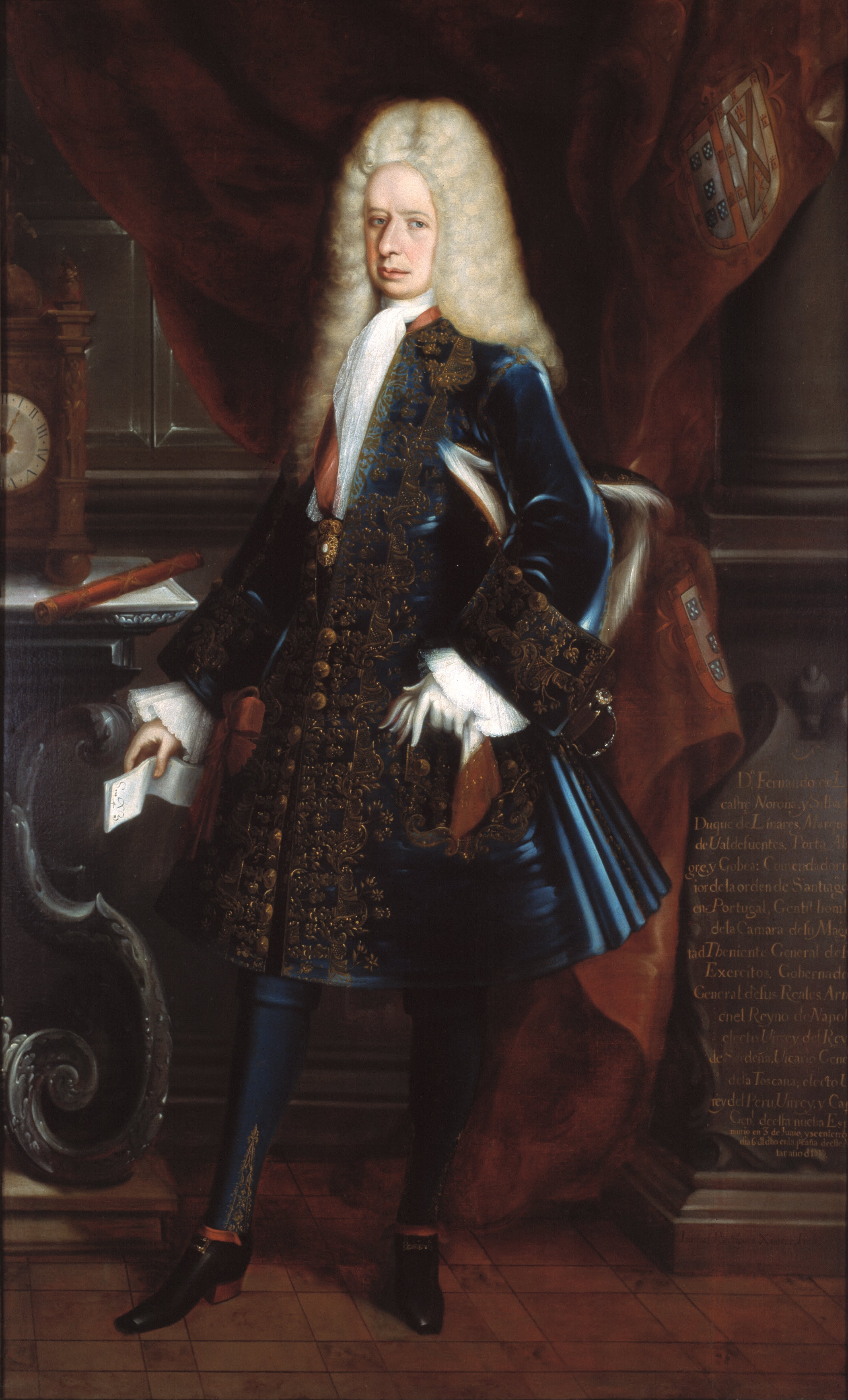
Fernando de Alencastre Noroña y Silva, Vizekönig von Neuspanien, Porträt von Juan Rodríguez Juárez, ca. 1717.

Mit Urkunde vom 16. Mai 1710 ernannte ihn König Philipp V. zum Vizekönig von Neuspanien. Er schiffte sich nach Amerika ein und erreichte Veracruz Mitte Oktober 1710. Nach den üblichen Empfängen der Honoratioren vor den Toren der Stadt in Villa de Guadalupe und Chapultepec hielt er am 13. November 1710 den feierlichen Einzug in Mexiko-Stadt.
Seine Amtszeit ist geprägt von dem schweren Erdbeben, das sich am 16. August 1711 ereignete. Es zerstörte zahlreiche Häuser der Hauptstadt und forderte viele Todesopfer. Der Wiederaufbau zog sich lange Zeit hin; der Vizekönig soll dabei den Armen mit Unterstützung aus seiner eigenen Tasche geholfen haben. Im Zuge des Wiederaufbaus ließ er ein Aquädukt (Arcos de Belén) von Chapultepec in die Hauptstadt bauen. Auch wurde die Entwässerung des sumpfigen Hochtals von Mexiko weitergetrieben. Ein ungewöhnlich kalter Winter führte zu Missernten und Hungersnot. Die Kolonialverwaltung unter Alencastre Noroña y Silva senkte daraufhin die Preise für importiertes Saatgut. Er begründete die erste öffentliche Bibliothek in Neuspanien und ließ einen Tierpark und einen Botanischen Garten in Mexiko-Stadt einrichten.
Der Norden der Kolonie im heutigen New Mexico und Texas war nach dem Pueblo-Aufstand 1690 noch nicht wieder unter spanischer Kontrolle. Die Region fand sich im Visier der Franzosen, die unter Louis de Saint-Denis versuchten, ihre Einflusssphäre von Louisiana aus Richtung Südwesten zu erweitern. Dabei nutzten sie die Aufrufe des Franziskaners Francisco Hidalgo, der mit den Franzosen die Missionierung von Texas voranbringen wollte. Mit der Errichtung von Siedlungen am Rio Grande und dem Bau einer Küstenstraße markierten die Spanier ihre Ansprüche auf das Gebiet. Zudem entsandte Alencastre eine Expedition unter Hauptmann Domingo Ramón, gemeinsam mit einer Gruppe von Franziskanern unter Antonio Margil, um die spanische Vorherrschaft zu sichern. In Nuevo León gründeten 1712 die Spanier eine Siedlung, die sie nach dem Vizekönig benannten: Linares.
Nach dem Frieden von Utrecht nahmen England und Spanien wieder Handelsbeziehungen auf. Dies hatte zur Konsequenz, dass englische Sklavenhändler in Veracruz die Franzosen ablösten und das Monopol für die Einfuhr afrikanischer Sklaven ins spanische Amerika erhielten. Mit den Sklavenschiffen brachten die Engländer trotz Verbot auch andere Handelswaren ins Land, und der Schmuggel blühte auf. Alencastre verbot das Brennen von Schnaps (aguardiente) aus Zuckerrohr, da der Alkoholismus speziell unter der einheimischen Bevölkerung wütete, und er hielt den Klerus in Schranken.
Die Armada de Barlovento, die im Golf von Mexiko die Küsten vor Piraten schützen sollte, wurde unter seiner Amtszeit um vier Schiffe erweitert. 1716 vertrieb eine spanische Flotte unter Alonso de Andrade englische Holzhändler, die ohne Erlaubnis Holz in Yucatán schlugen und nach Jamaika verkauften. Im Juli 1716 empfing er seinen Nachfolger im Amt, Baltasar de Zúñiga y Guzmán. Da er verwitwet und kinderlos nach Amerika gekommen war, blieb er nach seiner Amtsübergabe in Mexiko-Stadt, wo er nach längerer Krankheit im Juni 1717 starb.